# 이교성
이교성(1939년 8월 30일~2023년 6월 5일)은 대한민국의 정치인이다. 제13대 국회의원을 지냈다.

## 역대 선거 결과
|  | 4.83% |

|  | 3.13% |

|  | 19.3% |

|  | 28.08% |